# Finatis
Finatis ist ein französisches Unternehmen mit Firmensitz in Paris.
Das Unternehmen ist mittels Beteiligungen über Tochtergesellschaften Betreiber von Lebensmitteleinzelhändlern in Frankreich und international. Zum Betriebsportfolio gehören Discounter, Supermärkte und SB-Warenhäuser. Zudem ist Finatis auch in Frankreich und Polen am Handel mit Sportartikeln beteiligt. Finatis bietet Immobilien- und Finanzdienstleistungen verschiedener Art für seine Kunden an. Finatis ist unter anderem am französischen Handelsunternehmen Groupe Casino beteiligt. Die Unternehmensgruppe erzielte 2018 einen konsolidierten Umsatz von 37,5 Milliarden Euro. Seit April 2010 ist Didier Leveque CEO der Gesellschaft.